# Leopold Rybarski

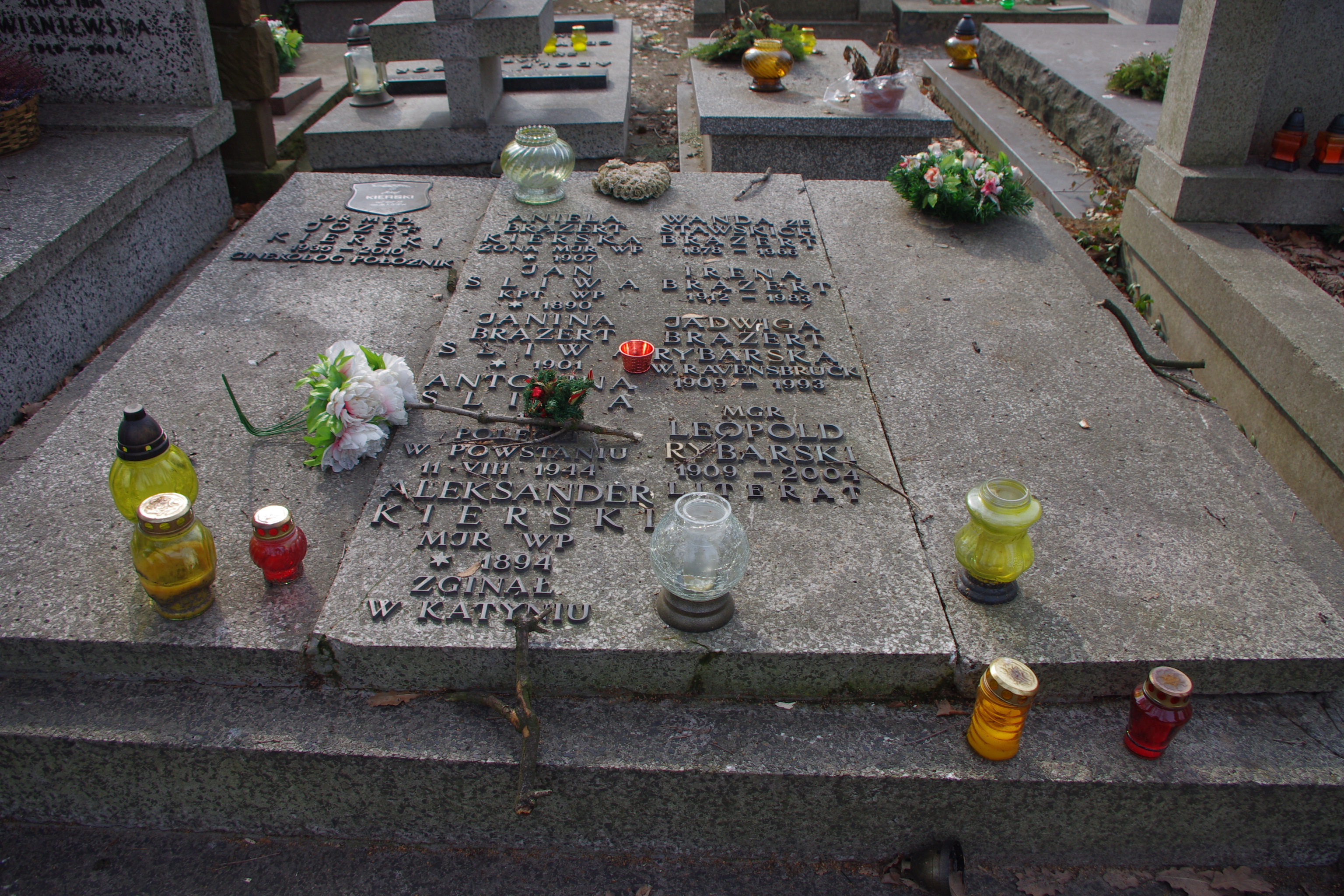
Grób symboliczny majora WP Aleksandra Kierskiego (1894-1940) zamordowanego w Katyniu oraz grób dr med. Józefa Kierskiego (1935-210) - ginekologa położnika i literata Leopolda Rybarskiego (1909-2004) na Cmentarzu Wojskowym na Powązkach w Warszawie

Leopold Rybarski (ur. 2 września 1909 w Żywcu  – zm. 2004) – polski autor sztuk scenicznych.
Ukończył studia na Wydziale Prawa Uniwersytetu Jagiellońskiego, studiował również na Wydziale Dramaturgicznym PWST w Łodzi. Debiutował w 1946 roku jako autor sztuki scenicznej Dobrześ zrobił. Od 1948 roku mieszkał w Warszawie. W latach 1948–1970 był wicedyrektorem Generalnej Dyrekcji Teatrów Ministerstwa Kultury i Sztuki, zaś w latach 1970–1974 był wicedyrektorem Agencji Autorskiej. Pochowany na cmentarzu Powązki Wojskowe w Warszawie (kwatera A8-3-19/20). 

## Twórczość wybrana
- Dobrześ zrobił (1946)
- W stoczni (1951)
- Ochotnicy (1964)
- Konterfekt z cieniem (1985)